# Vivre vite !
Pour les articles homonymes, voir Vivre vite.
Pour plus de détails, voir Fiche technique et Distribution.
Vivre vite ! (Deprisa, deprisa) est un film espagnol réalisé par Carlos Saura sorti en 1981.
Il relate l'histoire d'une bande de jeunes délinquants pendant la période de la Transition démocratique espagnole, quatre amis de la périphérie de Madrid, qui comblent le manque de perspectives d'avenir par l'argent facile et l'usage de drogues.

## Résumé
Pablo et Meca, deux jeunes délinquants urbains, vivent au jour le jour de leurs vols, principalement de voitures. Le film s'ouvre sur l'un de ces derniers. Le propriétaire du véhicule arrive alors que Meca ne parvient pas à le démarrer, et crie au voleur pour attirer l'attention. Les deux jeunes s'enferment dans la voiture puis Pablo brandit une arme pour faire taire les badauds, avant que la voiture démarre enfin et que les deux jeunes prennent la fuite pour se rendre dans une cafétéria située à quelques kilomètres. On comprendra plus tard que ce vol n'est que la première étape d'un plan plus élaboré. Dans la cafétéria, Pablo est immédiatement captivé par une jeune femme, Ángela, qui y travaille comme serveuse ; Pablo l'aborde et tombera vite amoureux. Tous deux se promettent par la suite de toujours rester ensemble, Pablo lui apprend le maniement des armes à feu puis l'introduit dans sa bande de voyous, qui se compose dès lors de quatre membres : Pablo, Meca, Ángela, et Sebastián (« Sebas »). Sebas a rejoint le groupe pour aider à la réalisation d'une série de larcins plus ambitieux, mais se montre tout d'abord fort mécontent de la présence d'une fille dans la bande, contre l'avis de Meca et Pablo, qui parviennent à la faire accepter.
Au cours du premier braquage, dans une usine située dans les alentours de Madrid, Ángela, déguisée en garçon avec une moustache, est chargée de maîtriser le gardien pendant que les autres vont chercher le butin. Au cours du second, le braquage d'un véhicule convoyeur de fonds, elle abat l'un des gardiens qui tire sur la voiture lorsqu'ils prennent la fuite. À l'issue de chaque opération, Meca emmène le véhicule utilisé dans un terrain vague pour l'incendier. Il reste fasciné par le spectacle des flammes.
Ils passent leur temps libre dans des discothèques et des salles d'arcade selon leurs envies du moment, et prennent des drogues comme la cocaïne et le cannabis.
Le partage des butins permet à Ángela et Pablo d'acheter un appartement. C'est depuis ce lieu que le groupe prépare son troisième méfait, le braquage d'une banque située dans une populeuse banlieue aisée de Madrid. Au cours du larcin, Sebas tue l'un des gardes de l'établissement et est ensuite abattu par l'un des policiers ayant circonscrit la zone. Pablo, Meca et Ángela parviennent à prendre la fuite mais Pablo est grièvement blessé et saigne abondamment.
Ángela le ramène à l'appartement pour essayer de le soigner tandis que Meca s'occupe de détruire le véhicule comme d'accoutumée. Cependant, le nuage de fumée attire un hélicoptère de police et Meca est abattu tandis qu'il tente de riposter à l'assaut. Vu l'état dans lequel se trouve Pablo, Ángela fait appel à un docteur qui une fois arrivé confirme la gravité de la blessure et dit qu'il doit être amené dans un hôpital pour être sauvé. Elle refuse et lui offre beaucoup d'argent pour traiter Pablo sur place. Le médecin prend l'avance qu'elle lui fait dans sa sacoche et promet de revenir rapidement avec des instruments de chirurgie adaptés, contre le reste de l'argent. Les heures passent mais le docteur ne revient pas. Pablo, inconscient, reste immobile allongé sur le lit. Il cesse de respirer tandis qu'Ángela le regarde depuis un coin sombre de la pièce. Lorsqu'elle se rend compte que son compagnon est mort, elle remplit son sac avec l'argent restant du braquage et sort de l'appartement. Elle disparaît, marchant vers la ville dans les ombres du jour finissant.

## Fiche technique
- Titre original : Deprisa, deprisa
- Titre français : Vivre vite !
- Réalisation : Carlos Saura
- Scénario : Blanca Astiasu, Carlos Saura
- Décors : Antonio Belizón
- Costumes : Maiki Marín
- Photographie : Teo Escamilla
- Son : Bernardo Menz
- Production : Elías Querejeta
- Production déléguée : Tony Molière
- Société de production :  Elías Querejeta Producciones Cinematográficas,  Les Films Molière
- Société de distribution (France) : Pathé Consortium Cinéma
- Pays d’origine :  Espagne,  France
- Langue originale : espagnol
- Format : couleur — 35 mm — 2,35:1 —  son Stéréo
- Genre : drame
- Durée : 107 minutes
- Dates de sortie : 
  -  Allemagne : février 1981 (Festival de Berlin)
  -  France : 25 mars 1981
  -  Espagne : 2 avril 1981
- Affiche : René Ferracci (France)

## Distribution
Le film a été tourné avec des acteurs non professionnels originaires de Villaverde, dans la banlieue sud de Madrid. Deux des acteurs principaux ont chacun été arrêtés pour des faits criminels différents au cours du tournage, provoquant de vives réactions dans leur pays.
- Berta Socuéllamos - Ángela
- José Antonio Valdelomar - Pablo
- Jesús Arias - Meca
- José María Hervás Roldán - Sebas
- María del Mar Serrano - petite amie de Sebas
- Consuelo Pascual - grand-mère de Pablo

## Analyse
Deprisa, Deprisa est le portrait sans fioriture de la jeune génération déboussolée et en manque de repères, dans une Espagne en profonde transformation culturelle et politique, émergeant de la répression de la dictature franquiste pour entrer de plain-pied dans l'ère démocratique. Cette dichotomie est traduite dans le film dans l'image récurrente de trains découpant l'horizon depuis l'appartement de Pablo et Ángela ; cette image illustre non seulement leur marginalité socioéconomique mais aussi leur moralité intérieure fissurée.
Les jeunes anti-héros du film de Saura portent également les marques de leur vie vécue dans la périphérie, tant au niveau géographique que moral, par leur refus des règles institutionnelles et de l'ordre établi.
Saura décrivit Deprisa, deprisa comme un film « romantique », au sens historique du mot, car il exprime selon lui un point de vue similaire à celui du rebelle du XIXe siècle qui se maintient hors de la société et rejette ses normes Les quatre jeunes protagonistes du film, en rébellion contre les contraintes de la structure sociale, sont en fait des produits du même système qu'ils rejettent et qui les a rejetés.

## Réception
Deprisa, Deprisa fut un succès financier et critique, remportant l'Ours d'or du meilleur film au Festival international du film de Berlin. Le film reçut un très bon accueil à Madrid et s'avéra la plus importante production d'Elías Querejeta de ses 15 ans de collaboration avec Saura. Il suscita également des controverses. En France et en Allemagne de l'Ouest on parla de l'interdire car on prétendait qu'il faisait l'apologie de la violence et de la drogue. Il sortit cependant dans ces deux pays avec des classifications restrictives.
En Espagne, le journal conservateur ABC critiqua le réalisme social du film et accusa Saura de payer les acteurs en drogues dures. Saura récusa ces accusations, affirmant que les personnes qu'il avait recrutées, dont Jesús Arias, qui sortait de prison, savaient bien mieux que lui où se procurer de la drogue.